# Gastronomía de Puerto Rico

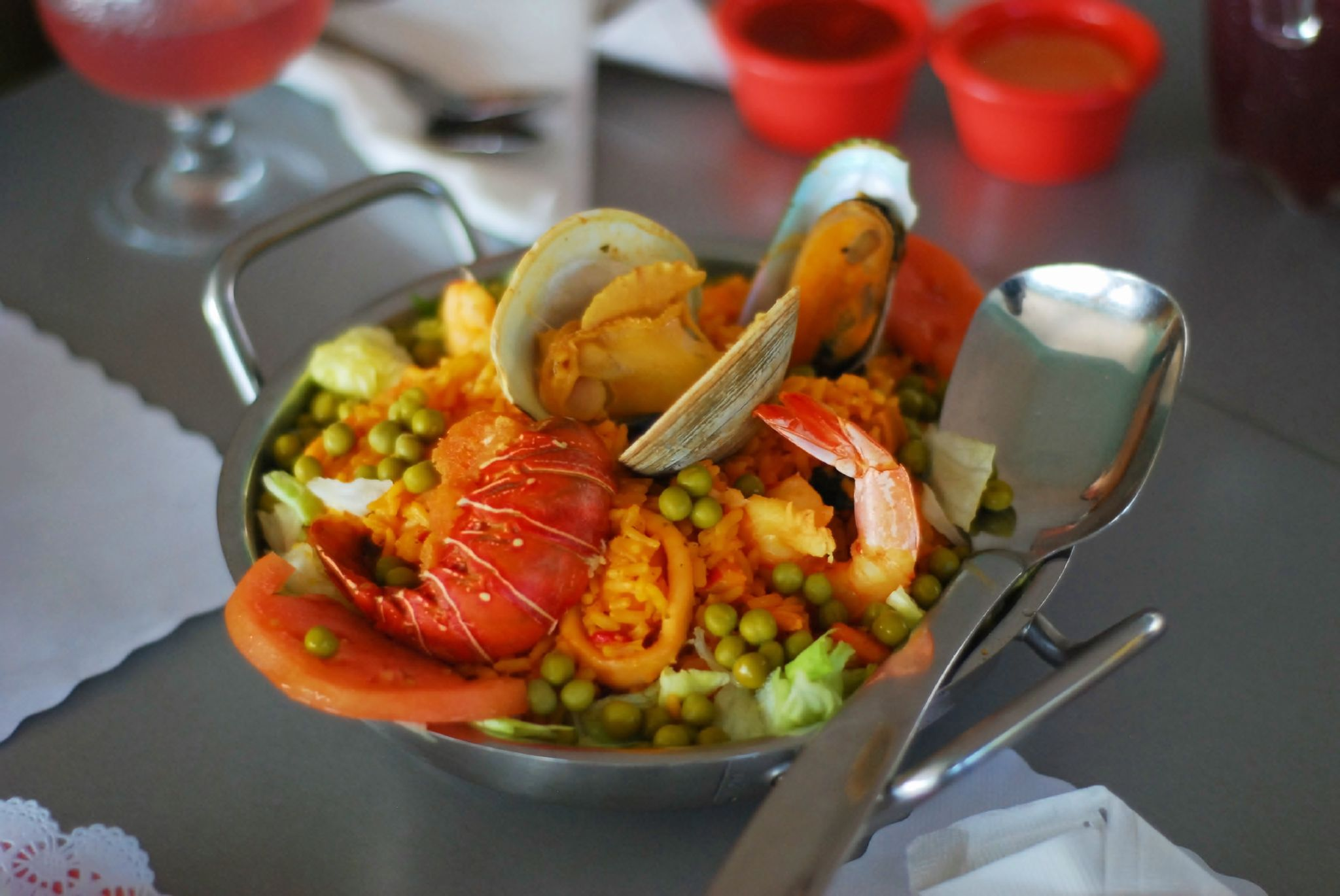
La gastronomía de Puerto Rico, igual que la cocina de otros países hispanos, es una mezcla única de influencias.

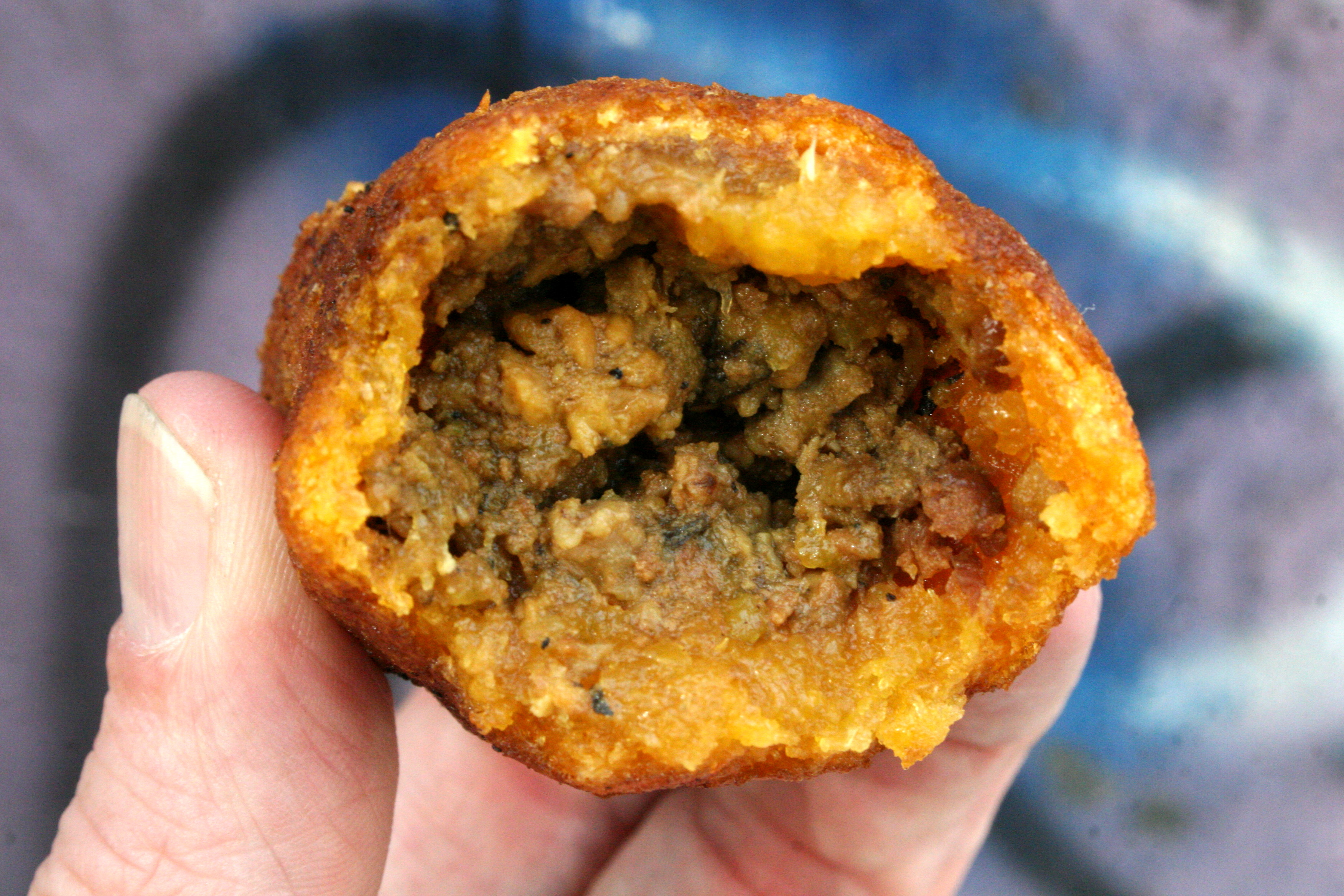
Relleno de una alcapurria.

La cocina puertorriqueña tiene sus raíces en las tradiciones culinarias de España, África y las culturas taínas.  La cocina puertorriqueña ha superado los límites de la isla y puede ser encontrada en varios países fuera del archipiélago, particularmente en las comunidades diaspóricas puertorriqueñas en Estados Unidos.

## Historia
Las cocinas de España, de los taínos nativos del Caribe y de partes del continente africano han tenido un impacto sobre cómo se prepara la comida en Puerto Rico. Aunque la cocina puertorriqueña es similar a la cocina tanto de los españoles como de los latinoamericanos, es una sabrosa mezcla única de influencias, utilizando ingredientes y condimentos locales. Llaman su cocina criolla. La cocina puertorriqueña estaba bien establecida a finales del siglo XIX. En el 1848 abrió el primer restaurante, La Mallorquina, en el viejo San Juan. El primer libro de cocina, El Cocinero Puerto-Riqueño o Formulario, se publicó en 1849.

### Influencia taína
De la dieta de los taínos (culturalmente relacionados con los pueblos maya de América Central y del Caribe y con los arawak) vienen muchas raíces y tubérculos (denominados colectivamente verduras) como malanga, ñame, yautía y yuca, de la cual se hace el casabe (pan-galleta). El ajicito o la pimienta cachucha, un pimiento habanero ligeramente picante, el recao, la pimienta, el achiote, los pimientos, el ají caballero (la pimienta más autóctona de Puerto Rico), el maní, la guayaba, la piña, el icaco, las quenepas, los lerenes, las calabazas y las guanábanas son alimentos taínos. Los taínos también cosecharon las variedades de frijol (llamadas habichuelas en Puerto Rico) y algunos tipos de maíz, pero el maíz no era tan dominante en su cocina como lo fue para los pueblos que viven en el continente de Mesoamérica. Esto es debido a los frecuentes huracanes que experimenta Puerto Rico, que destruyen los cultivos de maíz, dejando más resguardadas plantas como los conucos de yuca (cultivos de yuca cultivadas juntas). El maíz, cuando se utiliza con frecuencia, fue convertido en harina de maíz y convertido en guanime, harina de maíz mezclada con yuca y puré de yautía envuelta en hoja o cáscara de maíz o de yuca.[cita requerida]

### Influencia española
La influencia española también se observa en la cocina puertorriqueña. El trigo, los garbanzos, la pimienta negra, la cebolla, el ajo, el cilantro, la albahaca, la caña de azúcar, los cítricos, la berenjena, la manteca de cerdo, el pollo, la carne de res, el cerdo, y los productos lácteos todos vinieron de España a Borinquén (el nombre taíno de la isla). La tradición de la cocina compleja guisos y arroces en macetas tales como arroz y frijoles también se cree que son originalmente europeos (mucho como italianos, españoles y los británicos). Las aceitunas, las alcaparras, el aceite de oliva, las uvas y el vino juegan un papel muy importante en la cocina puertorriqueña pero el clima tropical no  La isla tenía la mayor parte de estos alimentos importantes de España junto con algunas hierbas. Los primeros inmigrantes europeos fueron holandeses, franceses, italianos y chinos. Influyeron no solamente la cultura puertorriqueña sino también la cocina. Esta gran variedad de tradiciones se unieron para formar la cocina criolla.

### Influencia africana
El coco, el café (traído por los árabes y corsos a Yauco de Kafa, Etiopía), el orégano brujo, el quimbombó, el tamarindo, los ñames, las semillas de sésamo, los gandules (guisantes de la paloma en inglés), muchas variedades de plátano, otros cultivos de raíces comestibles y la gallina de Guinea, todos vienen a Puerto Rico de África. Los esclavos africanos introdujeron freír en mucho aceite la comida.

## Platos especiales y costumbres
La dieta diaria del puertorriqueño se compone de arroz blanco o arroz guisado, habichuelas guisadas y alguna carne, pescado o pollo. A veces lo acompañan tostones de plátano verde o de pana (panapén). La gastronomía más parecida en la región del Caribe sería la gastronomía dominicana, cubana y venezolana debido a la influencia española, africana y taína.
Las comidas típicas de Puerto Rico son comúnmente preparadas para los eventos especiales o fiestas como las Navidades, Nochebuena, el Día de Reyes, el Día de Acción de Gracias, los cumpleaños, las bodas, los quinceañeros, etc. Típicamente se sirve arroz guisado con gandules, pernil de cerdo o lechón, ensalada de papa, guineos o guineítos en escabeche y pasteles.
Algunos de los platos más apreciados son el mofongo, hecho de plátano verde frito majado, que se rellena de una variedad de carnes o mariscos o vegetales, y el asopao, que es un arroz con mucho caldo que se puede hacer con pollo, camarones u otros ingredientes.
Un alimento típico considerado una comida rápida sería el llamado albondigazo, el cual consiste en unas albóndigas en salsa enlatadas servidas en un pan de ajo en forma de bocadillo, al cual se le pueden añadir agregados al gusto de cada comensal; pudiendo ser: queso blanco rallado, pepinillos, mayonesa, tocino, mostaza, etc.[cita requerida]